# 松原町 (横手市)
松原町（まつばらまち）は、秋田県横手市の町。郵便番号は013-0047。

## 地理
横手地域の南部に位置し、南東で前郷、北東で南町、北で横山町、西で安田原町と隣接する。町域の南側を国道107号と秋田県道272号御所野安田線（重複区間）が掠める。

## 世帯数と人口
2020年（令和2年）10月1日現在の世帯数と人口は以下の通りである。
| 丁目   | 世帯数 | 人口  |
| ------ | ------ | ----- |
| 中央町 | 90世帯 | 169人 |

## 小・中学校の学区
市立小・中学校に通う場合、学区（校区）は以下の通りとなる。
| 番地 | 小学校               | 中学校               |
| ---- | -------------------- | -------------------- |
| 全域 | 横手市立横手南小学校 | 横手市立横手南中学校 |

## 交通

### 鉄道
町内に駅はない。最寄り駅は駅前町にあるJR東日本奥羽本線・北上線の横手駅。

### 道路
- 国道107号
- 秋田県道272号御所野安田線

## 施設
- セブン-イレブン 横手松原町店